# Sörpárlat
A sörpárlat (franciául: eau de vie de bière, németül: bierbrand) a sör lepárlásával nyert párlat, melyet a felhasznált sör szaga jellemez. Az Európai Unióban legalább 38% alkoholtartalommal palackozzák.
A megfelelő minőségű sörpárlat előállításában fontos szerepet játszanak az alapanyagok. Fontos a maláta összetétele. A sörlé készítésekor pilseni (világos) malátát és karamellmalátát, valamint müncheni típusú (sötét) malátát használnak fel. A karamell- és müncheni maláta sajátosabbá teszi a sört, és ez fontos a párlat szagának és ízének kialakításakor is. Komlót kisebb mennyiségben adnak a sörléhez, hogy a megfelelő egyensúly kialakuljon az összetevőkben és a sör jellegében. Ez fontos, mivel a lepárlásnál nem tolul előtérbe a komló szaga és íze.
A sör készítése során felső erjesztésű élesztőt adnak a sörléhez. Felső erjesztésű élesztők esetében magasabb hőfokon történik az erjesztés, ezért aromában gazdagabb lesz a sör, és ezáltal a párlat is. Az élesztőt  csak a lepárlás előtt szokás elvenni a sörléből az aroma-anyagok megfelelő kialakulása végett.
Az ászokolás (utóérlelés) a sörpárlat készítésénél rövidebb ideig tart, ugyanis ilyenkor nem cél a szén-dioxid mennyiségének a növelése. Az erjedés során így is keletkezik szén-dioxid, de a lepárlásnál habzásgátló anyagok hozzáadásával gátolják a túlzott habosodást.

## Kóstolás
A párlatok kóstolásának is - ugyanúgy, mint a borok esetében- vannak követelményei, előírásai.
A megfelelő sörpárlat teljesen átlátszó, tükrös, semmilyen úszó részeket nem tartalmaz, ami más párlatoknál is követelmény, viszont a hordóban vagy egyéb módon érlelt típusok színe eltér világosabbtól a mélyebb sárgáig.
A sörpárlatnak valódi jellegének és szagának megismeréséhez a megfelelő hőmérsékleten kell fogyasztani. 16-19 °C-on már úgymond kinyílik a párlat, és tudjuk élvezni a benne rejlő „lelket”.
A sörpárlat szaga összetett, de könnyed. Megtalálható benne a kissé édeskés vaníliás szag, illetve a komló szaga is, bár ez kisebb mértékben van jelen. A borokhoz hasonlóan itt is fontos a pohár formája. A sörpárlatot az úgynevezett tulipánforma (avagy brandys) pohárból szokás kóstolni. Ez alul öblös, felfelé haladva pedig szűkül, egyes daraboknál a száj kissé nyitottabb, szélesebb. Az öblös résznek inkább alsó harmadáig érdemes tölteni a sörpárlatot, mert így elég nagy felületet adunk az illatok kialakulásának.
A pohár kis megdöntése, lassú mozgatása, vagy a borhoz hasonlóan a pohár körkörös mozgatása elég a szagának a megérzéséhez. Nem kell forgatni, mini tornádókat kialakítva a pohárban, erőteljesen, mert ez esetben az alkohol szag kerül előtérbe, elnyomva az ital jellegét. Az szagok felkutatása után a párlatot kortyolgatva, apránként megízlelve szokták kóstolni, mivel így minden összetevőjét kellően megismerhetik. Fontos itt is, mint a boroknál a rágás. Időt szoktak szánni arra, hogy az ital kellően átjárja száj minden egészét. Az ízek ugyanis a száj szegletében, a nyelv alatt, az ízlelőbimbók környékén jelentkeznek igazán. Minél hosszabb az utóíze, annál jobb minőségű a párlat. A sörpárlat ízében jönnek elő a sör jellemzői, a malátás, kissé (a karamellmaláta miatt) édeskés komlós íz. Ha az ital lenyelése után vesz az ember  egy nagy levegőt, amit az orron fúj ki, akkor a szaglószervben lehet érezni a szagát
A fogyasztás utolsó pontja a szárazpróba. A sörpárlat elfogyasztása után pár perccel az orrhoz emelik a poharat, ilyenkor addig nem tapasztalt szagokkal lehet találkozni.

## Lásd még
- Sör
- Égetett szesz